# 1858 en littérature
| Années de la littérature : 1855 - 1856 - 1857 - 1858 - 1859 - 1860 - 1861    |
| Décennies de la littérature : 1820 - 1830 - 1840 - 1850 - 1860 - 1870 - 1880 |

Cet article présente les faits marquants de l'année 1858 en littérature.

## Essais
- Deux Essais sur la poésie de Villiers de L'Isle-Adam.
- De la méthode expérimentale de Claude Bernard.
- Mémoires pour servir à l’histoire de mon temps (1858-1867), de Guizot.
- Joseph-Marie de Gérando et Benjamin-Jules-Paul Delessert, Les Bons Exemples : Nouvelle morale en action, Paris, Didier & Cie, 440 p.
- Mille âmes, de Pissemski.
- Édition de, De la justice dans la Révolution et dans l'Église de Proudhon

## Poésie
- Les Amoureuses, recueil de vers d’Alphonse Daudet.

## Romans
- Le Club des Valets-de-cœur de Pierre Ponson du Terrail paraît en feuilleton dans La Patrie à partir du 30 janvier.
- Les Exploits de Rocambole qui fait suite au Club des Valets-de-cœur de Pierre Ponson du Terrail paraît en feuilleton dans La Patrie à partir du 29 octobre.
- La comtesse de Ségur publie Les petites filles modèles.
- Le Roman de la momie de Théophile Gautier.
- Les Beaux Messieurs de Bois-Doré, de George Sand (1856-1858).
- Le Bossu de Paul Féval.
- Les Louves de Machecoul d'Alexandre Dumas et Gaspard de Cherville.
- Le Fils naturel, d'Alexandre Dumas fils.
- Fanny, d'Ernest Feydeau.
- Le Journal de Marguerite, de Victorine Monniot.
- Phantastes, nouvelle de fantasy de George MacDonald.

## Théâtre
- La Pupille, d'Alexandre Ostrovski.

## Divers
- Laure Surville publie la biographie de son frère Honoré de Balzac
- Charles Baudelaire fait paraître la traduction française des Aventures d'Arthur Gordon Pym d’Edgar Allan Poe († 1849). Il publie une étude sur Théophile Gautier dans la Revue contemporaine.

## Récompenses
- 11 février : Le poète Pierre de Laprade est reçu à l'Académie française.

## Principales naissances
- 20 novembre : Selma Lagerlöf, romancière et nouvelliste suédoise († 16 mars 1940).